# FCK Frédérick Gautier
 (décembre 2024).
 (décembre 2024).
La mise en forme du texte ne suit pas les recommandations de Wikipédia : il faut le « wikifier ».
Les points d'amélioration suivants sont les cas les plus fréquents :
- Les titres sont pré-formatés par le logiciel. Ils ne sont ni en capitales, ni en gras.
- Le texte ne doit pas être écrit en capitales (les noms de famille non plus), ni en gras, ni en italique, ni en « petit »…
- Le gras n'est utilisé que pour surligner le titre de l'article dans l'introduction, une seule fois.
- L'italique est rarement utilisé : mots en langue étrangère, titres d'œuvres, noms de bateaux, etc.
- Les citations ne sont pas en italique mais en corps de texte normal. Elles sont entourées par des guillemets français : « et ».
- Les listes à puces sont à éviter, des paragraphes rédigés étant largement préférés. Les tableaux sont à réserver à la présentation de données structurées (résultats, etc.).
- Les appels de note de bas de page (petits chiffres en exposant, introduits par l'outil «  Source ») sont à placer entre la fin de phrase et le point final[comme ça].
- Les liens internes (vers d'autres articles de Wikipédia) sont à choisir avec parcimonie. Créez des liens vers des articles approfondissant le sujet. Les termes génériques sans rapport avec le sujet sont à éviter, ainsi que les répétitions de liens vers un même terme.
- Les liens externes sont à placer uniquement dans une section « Liens externes », à la fin de l'article. Ces liens sont à choisir avec parcimonie suivant les règles définies. Si un lien sert de source à l'article, son insertion dans le texte est à faire par les notes de bas de page.
- La présentation des références doit suivre les conventions bibliographiques. Il est recommandé d'utiliser les modèles {{Ouvrage}}, {{Chapitre}}, {{Article}}, {{Lien web}} et/ou {{Bibliographie}}. Le mode d'édition visuel peut mettre en forme automatiquement les références.
- Insérer une infobox (cadre d'informations à droite) n'est pas obligatoire pour parachever la mise en page.

Pour une aide détaillée, merci de consulter Aide:Wikification.
Si vous pensez que ces points ont été résolus, vous pouvez retirer ce bandeau et améliorer la mise en forme d'un autre article.
Pour les articles homonymes, voir FCK et Gautier.
FCK Frédérick Gautier est un designer céramiste français.

## Biographie
Né à Toulouse, il grandit près d'une ancienne  briqueterie proche du jardin de la maison de son grand-père à Lavaur.
Diplômé à l'école du paysage de Versailles en 2014.
En 2015, FCK Frédérick Gautier et la marque belge SERAX s'associent afin de proposer des pièces à des prix grand public.
Le travail de FCK Frédérick Gautier s'inscrit dans le cadre de résidences artistiques lui permettant de créer des objets inspirés des lieux dans lesquels il évolue. Ses  résidences ont eu lieu à Paris, en région parisienne, à Lille, à Los Angeles.
En 2022, FCK Frederick Gautier accompagné de Marie Godfrain écrivent "FCK Paysages Concrets" retraçant les 10 premières résidences de FCK Frederick Gautier.
Les lettres FCK sont la contraction de Frédérick, mais ces trois lettres font aussi référence à la formule ƒck qui est la résistance caractéristique à la compression du béton (mesurée sur cylindre à 28 jours)[réf. nécessaire].

## Expositions

### 2014
Royal Splash Pour Plastique Danse Flore * Juillet 2014 Versailles
Royal Splash / Journées Du Patrimoine * Septembre 2014 Versailles

### 2015
D Days * June 2015 Paris
FCK Optx100 Peniche Le Corbusier Juin Juillet 2015 Paris
Marcel By /Gallery Juillet, Aout 2015 Paris
Paris Design Week * Septembre 2015 Paris
Galerie Jacob Craft Shop * Juillet 2015 Bruxelles
Maison Parisienne * Septembre 2015 London
Céramique 14 * Septembre 2015 Paris

### 2016
Please Do Not Enter Los Angeles Février 2016 Los Angeles
Musee Maurice Denis Avril 2016 Saint Germain En Laye
Please Do No Enter Juin Septembre 2016 Los Angeles River,
Art Is Hope 120 Artistes G Perrotin * Septembre 2016 Paris
«Pierre Jeanneret A Chadingarh» et FCK Ateliers Jespers Decembre 2016 Bruxelles

### 2017
Géométries Variables * Couvent De Treigny Février 2017 Treigny
Performance Amarrage / 100 Jours 100 Bittes / Canaux De Paris Magasins Generaux BETC Pantin Juin à Septembre 2017 Pantin
FCK Chez Atelier Jespers Septembre 2017 Bruxelles
Paris Design Week Septembre 2017 Paris

### 2018
Retrospective FCK Ateliers Jespers Octobre à Mai 2018 Paris
Oscar Niemeyer Building PCF Juin 2018 Paris,,
Projet A Concret Lamp Novembre 2018

### 2019
Beyrouth Ceramique 14 *Mars 2019 Paris
Du Sol Au Plafond En Passant Par Le Mur /Galerie Mercier Paris
Retrospective FCK Picto Form Galerie Eleven Steen Septembre Novembre 2019 Bruxelles,

### 2020
FCK Au Chateau D’Ancy-Le-Franc Juillet 2020

### 2021
Couvent Des Dominicains de Lille Avril Juin 2021 Lille

### 2022
FCK A La Piscine, Le Fil Rouge, Couvent Des Dominicains Mai Juin 2022 Lille, Roubaix, Tourcoing,

### 2023
Résidence à Firminy dans la Cité Radieuse LE CORBUSIER, Septembre Firminy

### 2024
Tom of Finland - Céramic and Erotic Photographie, Avril, Los Angeles
Les expositions marquées par * sont des expositions collectives.